# Meshell Ndegeocello

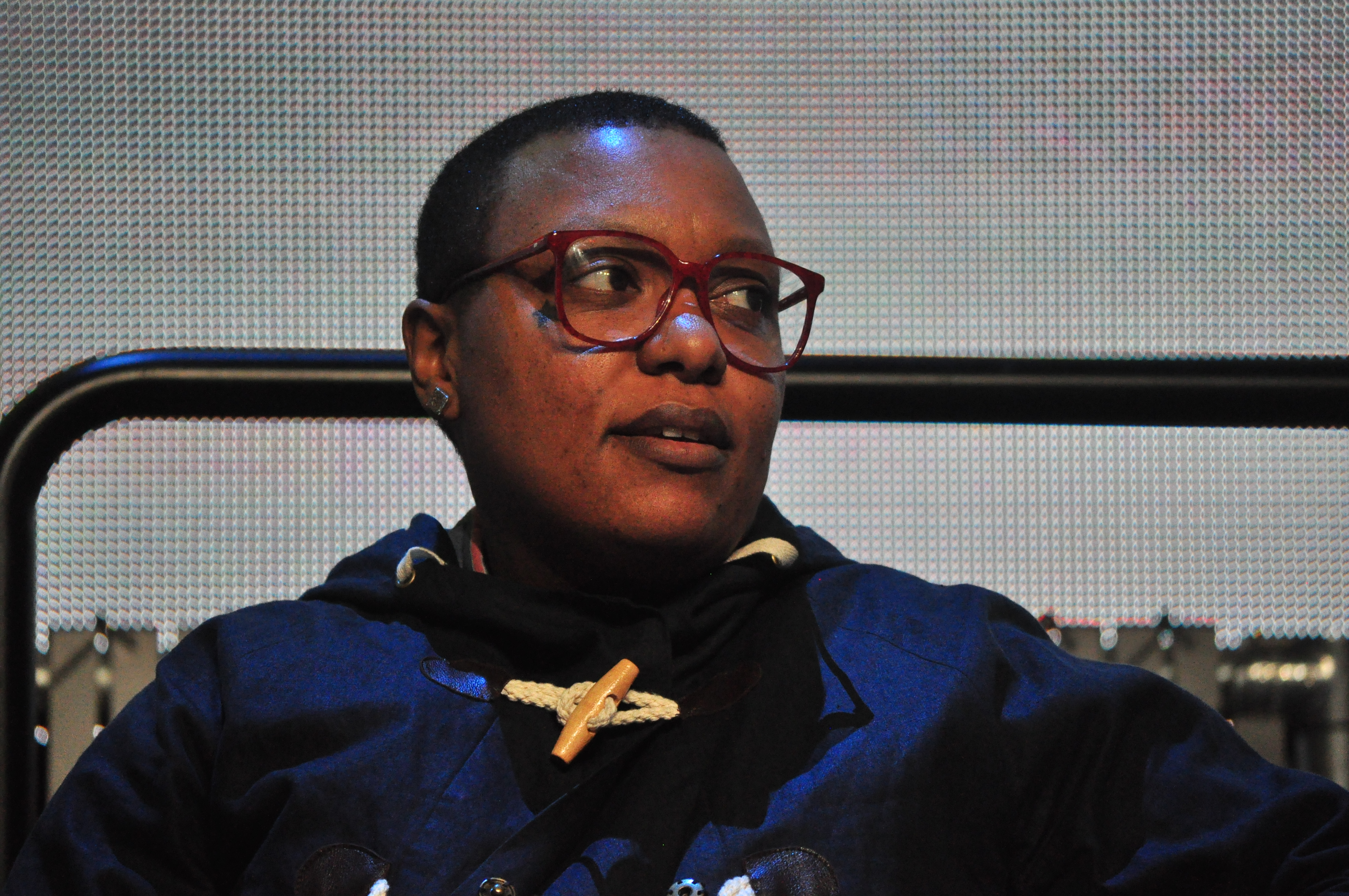
Meshell Ndegeocello (2014)

Meshell Ndegeocello [mɪˈʃɛl ənˌdeɪɡeɪoʊˈtʃɛloʊ] (* 29. August 1968 als Michelle Johnson in West-Berlin; auch Me’shell Suhaila Bashir und Me’Shell NdegéOcello) ist eine US-amerikanische Musikerin und Komponistin. Sie wurde 2021, 2024 und 2025 mit jeweils einem Grammy ausgezeichnet.

## Leben und Karriere

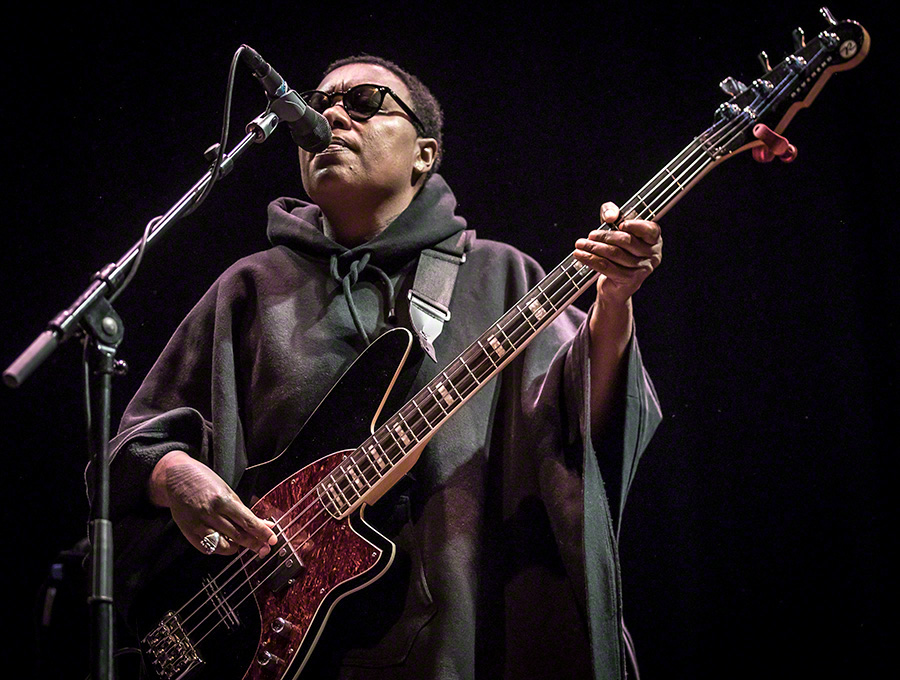
Meshell Ndegeocello (2016)

Meshell Ndegeocello kam 1968 in Berlin als Tochter des in Deutschland stationierten US-Soldaten und Saxophonisten Jacques Johnson zur Welt. Anfang der 1970er Jahre übersiedelte die Familie in die Vereinigten Staaten nach Virginia, wo sie aufwuchs und die Duke Ellington Highschool of the Arts in Washington D.C. besuchte. Als Teenager lernte sie Bass zu spielen und begann in den 1980er Jahren während ihres Studiums an der Howard University in den Clubs der Stadt ihre musikalische Karriere. In dieser Zeit, mit 17, nahm sie auch ihren Künstlernamen an: Me'shell NdegéOcello, wobei NdegéOcello in Swahili „Frei wie ein Vogel“ bedeutet. Seit Ende der 1990er-Jahre schreibt sie sich Meshell Ndegeocello, ohne Apostroph und Binnenmajuskel. Als sie 1988 einen Sohn zur Welt brachte, brach sie ihr Universitätsstudium ab.
Danach nahm sie an Auditions für verschiedene Bands teil und spielte auch bei einzelnen Auftritten mit verschiedenen bekannten Künstlern, darunter Living Colour und Steve Coleman. Von Arrested Development wurde sie als musikalische Leiterin des Auftritts der Band in der Fernsehshow Saturday Night Live engagiert. Es folgten Angebote verschiedener Labels, darunter die Paisley Park Studios von Prince und Warner Brothers. Sie ging schließlich als erste Künstlerin bei Madonnas damals neuer Produktionsfirma Maverick unter Vertrag.
1993 veröffentlichte Ndegeocello ihr erstes Album Plantation Lullabies, auf dem unter anderem auch im Bereich des Jazz etablierte Musiker wie Geri Allen, Joshua Redman und Funk-Gitarrist Wah Wah Watson zu hören sind. Neben David Fiuczynski (Lead-Gitarre), Federico Gonzalez Peña (Keyboards) und David Gamson (Schlagzeug), gehörte Watson auch zu Ndegeocellos Band, mit der sie 1994 auch erstmals in Europa und Japan war. U. a. beim North Sea Jazz Festival in Den Haag. Bei Konzerten hatte sie von Anfang an auch einen zusätzlichen Bassisten dabei (u. a. Yossi Fine, Fima Ephron) und spielt nur in Instrumentalteilen selbst.
Ihre teils provokanten und kritischen Texte behandeln Themen wie Sex, Politik und Rassismus vor dem Hintergrund der afro-amerikanischen Geschichte mit schwarzem Selbstbewusstsein: „Kunst ist doch wohl auch dazu da, missinterpretiert zu werden. Wenn ich Sätze formuliere wie ‚Der weiße Mann sollte immer mit einem offenen Auge schlafen‘ oder ‚Meine Schlaflieder sind die Ruhe vor dem Sturm, die Ruhe vor der Revolution farbiger Menschen‘, dann bedeutet das zwar, daß ich von Wunschgedanken geleitet werde, aber weder bin ich Rassist, noch habe ich die Macht, Dinge zu verändern. Ich lebe von der Vorstellung, was passieren würde, wenn schwarze Menschen einmal gemeinsam gegen das Unrecht aufstehen, das ihnen angetan wurde. Und wer sich angesprochen fühlt, wer meint, vor solchen Texten Angst haben zu müssen, der hat die Angst auch verdient.“
Sie arbeitet mit einer Reihe bekannter Künstler aus Pop und Jazz, unter anderem Chaka Khan, Carlos Santana, den Rolling Stones, Prince, Madonna, Paul Simon, Basement Jaxx und Marcus Miller zusammen. Ein Erfolg war 1994 die Zusammenarbeit mit John Mellencamp, mit dem sie eine Cover-Version des Van Morrison Stücks Wild Night sang und Bass spielte. Die Single erreichte in den USA Platz 3 der Billboard Hot 100. Im selben Jahr nahm sie mit Herbie Hancock für das Album Stolen Moments: Red Hot + Cool der AIDS-Hilfe-Organisation Red Hot das Stück Nocturnal Sunshine auf.
Das folgende Album Peace Beyond Passion (1996) wurde wieder von David Gamson (Scritti Politti) produziert. Den intimen, eher Country-Blues-orientierten Gesamteindruck auf Bitter (1999) erreichte Craig Street, indem er Tempo herausnahm und die Stücke fast ineinander fließen ließ. Waren die beiden ersten Alben durch Funk-Grooves und die Rock-Gitarren-Soli von David Fiuczynski und Alan Cato geprägt, kamen nun wenige Streicher, akustische Gitarren, Klavier bzw. ein Fender Rhodes zum Einsatz und u. a. atmosphärisch-flächige Gitarrensounds von David Torn und Greg Leisz. Das Stück Wasted Time ist ein Duo mit Joe Henry. An beiden Alben waren außerdem Wendy Melvoin und Lisa Coleman beteiligt.
2002 veröffentlichte sie mit Cookie: The Anthropological Mixtape ihr bislang erfolgreichstes Album.
Zur selben Zeit nahm sie auch einen weiteren Künstlernamen an: Suhaila Bashir (Arabisch für Überbringer guter Nachrichten). Nach dem fünften Album, Comfort Woman (2003), wechselte sie 2004 von ihrem bisherigen Label Maverick zu Universal. Damit ging eine Neuausrichtung in ihrer Musik einher.
Sie versammelte eine Band (Spirit Music Jamia) aus profilierten Musikern des Jazz um sich und veröffentlichte – als Produzentin, Bassistin, Komponistin und musikalische Leiterin – Anfang 2005 The Spirit Music Jamia: Dance of the Infidel. Zu den Gastmusikern, die auf dem Album zu hören sind, gehören unter anderem die Sängerinnen Cassandra Wilson und Lalah Hathaway (Tochter von Donny Hathaway), die Saxophonisten Kenny Garrett und Joshua Redman, Klarinettist Don Byron, Schlagzeuger Jack DeJohnette und Perkussionist Mino Cinelu. Im Jahr 2021 wurde eine Version des Liedes Biko von Peter Gabriel von dem Multimedia-Musikprojekt Playing for Change aufgenommen und zu Ehren des Black History Month veröffentlicht, 40 Jahre nach der ersten Veröffentlichung des Songs. Mehr als 25 Musiker aus sieben Ländern wirkten an der Aufnahme mit, darunter die beninische Sängerin und Aktivistin Angélique Kidjo, der Cellist Yo-Yo Ma und Meshell Ndegeocello.
Ndegeocello wurde zwölf Mal für einen Grammy nominiert und gewann ihn bei der 63. Grammyverleihung 2021 in der Kategorie Best R&B Song mit Better Than I Imagined. In der neu geschaffenen Kategorie Best Alternative Jazz Album gewann sie die ersten beiden Auszeichnungen 2024 mit The Omichord Real Book und 2025 mit No More Water – The Gospel of James Baldwin.

## Stil und Rezeption
Ihr Hauptinstrument ist der E-Bass. Daneben spielt sie auch Keyboard, E-Gitarre und hat einen eigenen Stil aus einer Mischung von Gesang und Rezitation entwickelt. Ihre Musik bewegt sich auf ihren ersten fünf Alben zwischen Funk, Soul, Hip-Hop und Jazz und hat auch Einflüsse aus Reggae und Rock. Mit ihrer Mischung aus Funk, Groove und intelligenten Texten gilt sie als wichtige Wegbereiterin für Musikkünstlerinnen wie Erykah Badu, Jill Scott u. a.
Ihre Musik wurde in zahlreichen TV- und Kinofilmen verwendet, darunter Higher Learning – Die Rebellen (Higher Learning, 1995), Batman & Robin (1997), Stella’s Groove – Männer sind die halbe Miete (How Stella Got Her Groove Back, 1998) und Hurricane (The Hurricane, 1999). Als Produzentin betreute sie auch das Album Nebula von Laïka Fatien.

## Diskografie

### Studioalben
| Jahr | Titel                                       | Höchstplatzierung, Gesamtwochen, AuszeichnungChartplatzierungen (Jahr, Titel, Platzierungen, Wochen, Auszeichnungen, Anmerkungen) | Höchstplatzierung, Gesamtwochen, AuszeichnungChartplatzierungen (Jahr, Titel, Platzierungen, Wochen, Auszeichnungen, Anmerkungen) | Höchstplatzierung, Gesamtwochen, AuszeichnungChartplatzierungen (Jahr, Titel, Platzierungen, Wochen, Auszeichnungen, Anmerkungen) | Höchstplatzierung, Gesamtwochen, AuszeichnungChartplatzierungen (Jahr, Titel, Platzierungen, Wochen, Auszeichnungen, Anmerkungen) | Höchstplatzierung, Gesamtwochen, AuszeichnungChartplatzierungen (Jahr, Titel, Platzierungen, Wochen, Auszeichnungen, Anmerkungen) | Anmerkungen                                                   |
| Jahr | Titel                                       | DE | AT | CH | UK | US | Anmerkungen                                                   |
| ---- | ------------------------------------------- | --- | --- | --- | --- | --- | ------------------------------------------------------------- |
| 1993 | Plantation Lullabies                        | — | — | — | — | US166 (9 Wo.)US | Erstveröffentlichung: 19. Oktober 1993                        |
| 1996 | Peace Beyond Passion                        | — | — | CH46 (3 Wo.)CH | UK100 (1 Wo.)UK | US63 (10 Wo.)US | Erstveröffentlichung: 25. Juni 1996                           |
| 1999 | Bitter                                      | — | — | — | — | US105 (4 Wo.)US | Erstveröffentlichung: 24. August 1999                         |
| 2002 | Cookie: The Anthropological Mixtape         | — | — | — | — | US67 (3 Wo.)US | Erstveröffentlichung: 4. Juni 2002                            |
| 2003 | Comfort Woman                               | — | — | — | — | US150 (1 Wo.)US | Erstveröffentlichung: 14. Oktober 2003                        |
| 2007 | The World Has Made Me the Man of My Dreams  | — | — | — | — | US186 (1 Wo.)US | Erstveröffentlichung: 20. August 2007                         |
| 2009 | Devil’s Halo                                | — | — | — | — | US185 (1 Wo.)US | Erstveröffentlichung: 6. Oktober 2009                         |
| 2014 | Comet, Come to Me                           | — | — | — | — | US161 (1 Wo.)US | Erstveröffentlichung: 2. Juni 2014                            |
| 2018 | Ventriloquism                               | — | — | CH62 (1 Wo.)CH | — | — | Erstveröffentlichung: 16. März 2018                           |
| 2024 | No More Water – The Gospel of James Baldwin | — | — | CH67 (1 Wo.)CH | — | — | Erstveröffentlichung: 2. August 2024 Grammy: Alternative Jazz |

Weitere Alben
- The Spirit Music Jamia: Dance of the Infidel (2005)
- The Article 3 EP (2006)
- Weather (2011)
- Pour une âme souveraine – A Dedication to Nina Simone (2012)
- The Omnichord Real Book (2023, Grammy in der Kategorie Alternative Jazz)

### Singles
| Jahr | Titel Album                                                          | Höchstplatzierung, Gesamtwochen, AuszeichnungChartplatzierungen (Jahr, Titel, Album, Platzierungen, Wochen, Auszeichnungen, Anmerkungen) | Höchstplatzierung, Gesamtwochen, AuszeichnungChartplatzierungen (Jahr, Titel, Album, Platzierungen, Wochen, Auszeichnungen, Anmerkungen) | Höchstplatzierung, Gesamtwochen, AuszeichnungChartplatzierungen (Jahr, Titel, Album, Platzierungen, Wochen, Auszeichnungen, Anmerkungen) | Höchstplatzierung, Gesamtwochen, AuszeichnungChartplatzierungen (Jahr, Titel, Album, Platzierungen, Wochen, Auszeichnungen, Anmerkungen) | Höchstplatzierung, Gesamtwochen, AuszeichnungChartplatzierungen (Jahr, Titel, Album, Platzierungen, Wochen, Auszeichnungen, Anmerkungen) | Anmerkungen                                        |
| Jahr | Titel Album                                                          | DE | AT | CH | UK | US | Anmerkungen                                        |
| ---- | -------------------------------------------------------------------- | --- | --- | --- | --- | --- | -------------------------------------------------- |
| 1993 | If That’s Your Boyfriend (He Wasn’t Last Night) Plantation Lullabies | — | — | — | UK74 (2 Wo.)UK | US73 (6 Wo.)US | Erstveröffentlichung: August 1993                  |
| 1994 | Wild Night Dance Naked                                               | DE55 (11 Wo.)DE | — | — | UK34 (3 Wo.)UK | US3 (42 Wo.)US | Erstveröffentlichung: Mai 1994 mit John Mellencamp |
| 1996 | Who Is He (And What Is He to You)? Peace Beyond Passion              | — | — | — | UK80 (1 Wo.)UK | — | Erstveröffentlichung: Dezember 1996                |
| 1997 | Never Miss the Water Epiphany: The Best of Vol. 1                    | — | — | — | UK59 (2 Wo.)UK | — | Erstveröffentlichung: Januar 1997 mit Chaka Khan   |

Weitere Lieder
- Better Than I Imagine / Robert Glasper featuring H.E.R. & Meshell Ndegeocello (2020, Grammy in der Kategorie Best R&B Song)